# Barbus petenyi
Barbus petenyi é uma espécie de peixes da família dos Cyprinidae no ordem dos Cypriniformes.

## Morfologia
Os machos podem chegar atingir os 25 cm de comprimento total.

## Habitat
É um peixe de água doce.

## Distribuição geográfica
Encontra-se no Danúbio (a seu passo por Hungria, Bulgária e Romênia).